# Religiöse Verfolgung
Religiöse Verfolgung bezeichnet verschiedenste Formen der Diskriminierung und Unterdrückung von Glaubensgemeinschaften sowie Weltanschauungsgemeinschaften (ugs „Ungläubige“) und ihren Anhängern aufgrund einer religiösen Motivation. Zu unterscheiden sind die Akteure, die Opfer und die Methoden der Verfolgung. Als religiöse Verfolgung werden auch Handlungen bezeichnet, die sich nicht gezielt gegen einzelne Glaubensgemeinschaften richten, sondern allgemein gegen das Menschenrecht der Religionsfreiheit verstoßen (z. B. das Verbot der Religionsausübung in der Sowjetunion in der Ära des Stalinismus).

## Definition der Europäischen Union
Durch die „Richtlinie 2004/83/EG vom 29. April 2004 über Mindestnormen für die Anerkennung und den Status von Drittstaatsangehörigen oder Staatenlosen als Flüchtlinge oder als Personen, die anderweitig internationalen Schutz benötigen, und über den Inhalt des zu gewährenden Schutzes“ wird der Begriff der „religiösen Verfolgung“ rechtsverbindlich für alle Mitgliedsstaaten der EU definiert. Diese Richtlinie wiederum stützt sich auf die „Genfer Flüchtlingskonvention“ vom 28. Juli 1951 sowie das New Yorker Protokoll über die Rechtsstellung von Flüchtlingen vom 31. Januar 1967.

### Begriff „Religion“
Laut Art. 10 der EU-Richtlinie umfasst der „Begriff der Religion […] insbesondere theistische, nichttheistische und atheistische Glaubensüberzeugungen, die Teilnahme bzw. Nichtteilnahme an religiösen Riten im privaten oder öffentlichen Bereich, allein oder in Gemeinschaft mit anderen, sonstige religiöse Betätigungen oder Meinungsäußerungen und Verhaltensweisen Einzelner oder der Gemeinschaft, die sich auf eine religiöse Überzeugung stützen oder nach dieser vorgeschrieben sind.“

### Begriff „Verfolgung“
Art. 9 der EU-Richtlinie lautet:
„(1) Als Verfolgung im Sinne des Artikels 1A der Genfer Flüchtlingskonvention gelten Handlungen, die
1. aufgrund ihrer Art oder Wiederholung so gravierend sind, dass sie eine schwerwiegende Verletzung der grundlegenden Menschenrechte darstellen, insbesondere der Rechte, von denen gemäß Artikel 15 Absatz 2 der Europäischen Konvention zum Schutze der Menschenrechte und Grundfreiheiten keine Abweichung zulässig ist, oder
2. in einer Kumulierung unterschiedlicher Maßnahmen, einschließlich einer Verletzung der Menschenrechte, bestehen, die so gravierend ist, dass eine Person davon in ähnlicher wie der unter Buchstabe a) beschriebenen Weise betroffen ist.
(2) Als Verfolgung im Sinne von Absatz 1 können unter anderem die folgenden Handlungen gelten:
1. Anwendung physischer oder psychischer Gewalt, einschließlich sexueller Gewalt,
2. gesetzliche, administrative, polizeiliche und/oder justizielle Maßnahmen, die als solche diskriminierend sind oder in diskriminierender Weise angewandt werden,
3. unverhältnismäßige oder diskriminierende Strafverfolgung oder Bestrafung,
4. Verweigerung gerichtlichen Rechtsschutzes mit dem Ergebnis einer unverhältnismäßigen oder diskriminierenden Bestrafung,
5. Strafverfolgung oder Bestrafung wegen Verweigerung des Militärdienstes in einem Konflikt, wenn der Militärdienst Verbrechen oder Handlungen umfassen würde, die unter die Ausschlussklauseln des Artikels 12 Absatz 2 fallen, und
6. Handlungen, die an die Geschlechtszugehörigkeit anknüpfen oder gegen Kinder gerichtet sind.
(3) Gemäß Artikel 2 Buchstabe c) muss eine Verknüpfung zwischen den in Artikel 10 genannten Gründen und den in Absatz 1 als Verfolgung eingestuften Handlungen bestehen.“

## Akteure
Religiöse Verfolgung kann von Staatsorganen ausgehen, aber auch von gesellschaftlichen Gruppen, deren Handeln von Staatsorganen zumindest geduldet wird. Zu beachten ist allerdings der Unterschied zwischen Strafverfolgung und religiöser Verfolgung. So liegt beispielsweise kein Fall religiöser Verfolgung vor, wenn ein Nicht-Muslim in einem muslimischen Staat auf Grund eines allgemeinen Gesetzes für den Konsum von Alkohol bestraft wird, da es weder eine religiöse Pflicht zum Alkoholkonsum noch ein Menschenrecht auf Alkoholkonsum gibt. Die letztlich religiöse Begründung der Rechtsnorm ist in diesem Fall irrelevant.

## Opfer religiöser Verfolgung
Siehe auch: Verfolgung der Bahai, Buddhistenverfolgung, Christenverfolgung, Heidenverfolgung, Diskriminierung von Atheisten, Verfolgung der Aleviten im Osmanischen Reich, Zoroastrierverfolgung, Völkermord an den Armeniern (ab 1915), Islamfeindlichkeit, Judenfeindlichkeit, Glaubensfreiheit im Islam, Apostasie im Islam, Staatsreligion, religiöse Minderheit.
Im Laufe der Geschichte wurden Religionsgruppen immer wieder aus ihrem Heimatland vertrieben. Beispiele sind die Vertreibung der Hugenotten im Zuge der Hugenottenkriege in Frankreich (1562 bis 1598) und die Salzburger Exulanten (ab 1731).
Gerade im 20. Jahrhundert wurden einige Religionsgruppen Opfer der Verfolgung durch totalitäre Staaten.
- Die Nazis verfolgten u. a. Juden (allerdings als ethnische Gruppe definiert), die Zeugen Jehovas, viele Mitglieder der Bekennenden Kirche und andere
- Ab der Oktoberrevolution 1917 und ebenso in der Zeit des Stalinismus (bis 1953) wurden in Russland bzw. der Sowjetunion Gläubige aller Religionsgemeinschaften verfolgt und viele hingerichtet (siehe Russland#Religionen).
- Der systematische Versuch der Ausrottung von Religion durch den albanischen Kommunismus gipfelte u. a. in der Ausrufung als erster „atheistischer Staat“ der Welt.[4][5] Siehe auch Religion in Albanien.

Religiös Andersdenkende wurden oft als Häretiker bezeichnet. Martin Luther kritisierte Ende 1527 die bereits begonnenen Verfolgungen der noch jungen Bewegung der Täufer. Allein die täuferischen Anführer sollten außer Landes gewiesen werden. 1530 und 1531 äußerte er aber eine andere Meinung: Ab 1530 jedoch schloss er die Todesstrafe für die Täufer nicht mehr aus. 1531 unterschrieb Luther zusammen mit Philipp Melanchthon ein Gutachten, das sich ausdrücklich für die Todesstrafe für Täufer aussprach – vor allem wegen Aufruhr und Blasphemie. Für ihn waren ein Täufer von einem „mörderischen, aufrührerischen, rachgierigen Geist, dem der Odem nach dem Schwert stinkt“.
Eine Überblick über den aktuellen Stand der Christenverfolgung in der heutigen Zeit gibt u. a. die Organisation Open Doors, besonders anschaulich in der Form des Weltverfolgungsindex.

## Religiöse Verfolgung als Asylgrund

### Deutschland
Eine Anerkennung als Asylberechtigte und einen Schutz vor Abschiebung erhalten in Deutschland nur diejenigen, deren „religiöses Existenzminimum“ bei der Rückkehr in ihre Heimat gefährdet ist. Dazu heißt es in einem Urteil des Bundesverwaltungsgerichts vom 20. Januar 2004:
„Das Verbot für zum Christentum konvertierte Muslime (hier: im Iran), an ‚öffentlichen oder offiziellen‘ Gottesdiensten der christlichen Kirchen teilzunehmen, verletzt noch nicht das asylrechtlich geschützte religiöse Existenzminimum. Eine solche Verletzung kommt grundsätzlich erst dann in Betracht, wenn sie sich auch zum gemeinsamen Gebet und Gottesdienst mit Gleichgesinnten abseits der Öffentlichkeit nicht ohne asylerhebliche Gefährdung zusammenfinden können.“
Ob und wann die religiöse Betätigung in der Öffentlichkeit ebenfalls als schutzwürdig anerkannt wird, ist allerdings eine europarechtliche Zweifelsfrage, welche letztlich nur der EuGH klären kann.
Die Jahresversammlung von Amnesty International Deutschland hat am 13. Juni 2011 alle EU-Staaten aufgefordert, die Richtlinie 2004/83/EG vom 29. April 2004 umfassend in nationales Recht umzusetzen und Flüchtlinge entsprechend zu schützen.
Der Europäische Gerichtshof entschied im September 2012, dass es pakistanischen Ahmadis, die in Deutschland Asyl suchen und sich auf ihre religiöse Verfolgung berufen, nicht zuzumuten sei, nach Pakistan zurückzukehren und sich dort nicht als Ahmadi zu erkennen zu geben. Denn das Asylrecht schütze nicht nur vor Eingriffen in die Religionsausübung den privaten Kreis betreffend, sondern auch die „Freiheit, diesen Glauben öffentlich zu leben“. Es sei einem Flüchtling auch nicht zuzumuten, bei seiner Rückkehr „auf bestimmte Glaubensbekundnungen zu verzichten, um eine Gefahr der Verfolgung zu vermeiden.“ Die drohenden Sanktionen müssten allerdings „schwerwiegend“ sein – was im konkreten Fall gegeben sei. Kommentatoren halten dieses Urteil für richtungsweisend, da hier im Sinne der Genfer Flüchtlingskonvention und die EU-Qualifizierungsrichtlinie von 2004 entschieden worden sei.
Die Meinungen darüber, was 'religiöse Verfolgung' ist gehen weit auseinander. Dies zeigte sich in der lebhaften öffentlichen Debatte im Sommer 2012 nach einem Urteil des Landgerichts Köln zur religiös motivierten Beschneidung von Jungen.

### Österreich
In Österreich gibt es bereits einige rechtskräftige Asylentscheidungen, in denen zum Beispiel einem Mitglied der Atheistischen Religionsgesellschaft in Österreich aufgrund seines Atheismus, der im jeweiligen Herkunftsland ein entsprechendes aktuelles Verfolgungsrisiko begründet, der Status eines Asylberechtigten zugesprochen wurde.

## Beispiele
Angehörige religiöser Minderheiten werden zum Beispiel verfolgt, indem man ihnen Blasphemie (= Gotteslästerung) vorwirft.
Bei Pogromen gegen Juden konnten die Verfolger prüfen, ob Jugendliche oder Männer beschnitten waren; dann wussten sie, ob sie aus einer jüdischen Familie stammten.